# Ministerio de Industria y Desarrollo de Infraestructura (Kazajistán)
El Ministerio de Industria y Desarrollo de Infraestructura (en kazajo: Индустрия және инфрақұрылымдық даму министрлігі) es un órgano ejecutivo central del Gobierno de Kazajistán, que proporciona políticas en los campos de la industria, el desarrollo innovador e industrial, y el desarrollo técnico y científico del país.

## Historia
El Ministerio fue fundado el 28 de agosto de 2002, bajo el nombre original de Ministerio de Industria y Comercio, luego de que su facultades fueran transferidos desde el Ministerio de Economía y Planificación Presupuestaria
El 12 de marzo de 2010, aquel ministerio pasó a llamarse Ministerio de Industria y Nuevas Tecnologías, con el fin de fiscalizar el sector no petrolero con sus funciones en el campo de la energía eléctrica, minería e industria nuclear, del Ministerio de Energía Nuclear y Recursos Minerales
El 6 de agosto de 2014, las facultades del Ministerio de Transporte y Comunicaciones, la Agencia Espacial Nacional, y la Agencia de Información y Comunicaciones fueron transferidas a un órgano que pasaría a llamarse Ministerio de Inversión y Desarrollo.
El 26 de diciembre de 2018, nuevamente fue reorganizado bajo el nombre actual de Ministerio de Industria y Desarrollo de Infraestructura, luego de que parte de sus facultades fueran transferidas al Ministerio de Economía Nacional y al Ministerio del Interior.